# Europese School

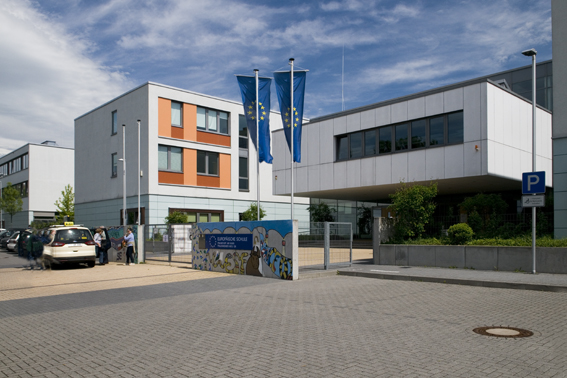
Europese school in Frankfurt

Een Europese School is een school die opgericht is door de Europese Unie, maar die in het land waar ze zich bevindt ook erkend wordt als officiële (openbare) school.

## Historisch
Bij de oprichting van de Europese Gemeenschap voor Kolen en Staal in 1952 werd in de zetel Luxemburg een ambtenarenapparaat gedetacheerd vanuit de zes lidstaten. Zij brachten hun gezinnen mee en al snel werd het initiatief genomen om een school op te richten. De leerlingen zouden les krijgen in de eigen en een vreemde taal. De leraren werden uit de zes lidstaten gerekruteerd. De lagere school ging van start op 4 oktober 1953; een middelbare school volgde later.
Het Verdrag van Rome van 1957 voorzag in twee nieuwe organisaties met dezelfde lidstaten: de EEG en Euratom. Ook in Brussel en Straatsburg zouden Europese scholen nodig worden. Een en ander werd geregeld door het akkoord van Luxemburg (een "intergouvernementeel protocol") en bijgevolg werd de eerste school daar opgericht.
In 2002 werd het protocol vervangen door een "conventie" die het statuut vastlegt, sedert de laatste uitbreiding van 2004 ook erkend door de nieuwe lidstaten.

## Doelstelling
Aanvankelijk waren deze scholen opgezet als een dienst aan de gezinnen van de Europese ambtenaren. Later werd de doelstelling verruimd naar: een meertalig, multicultureel en multinationaal onderwijs te verschaffen op het niveau van voorschools, lager en secundair onderwijs. De secundaire afdeling (het vo) bereidt voor op het hoger onderwijs van het eigen land, maar ook van het Europese hoger onderwijs door het Europese Baccalaureaat.

## Scholen
In 2024 bestaan er de volgende Europese scholen:
- Europese School Alicante, (Spanje)
- Europese School Bergen (Nederland)[1]
- Europese School Brussel I (Ukkel)
- Europese School Brussel II (Woluwe)
- Europese School Brussel III (Elsene)
- Europese School Brussel IV (Laken)
- Europese School Den Haag (Zuid-Holland)
- Europese School Frankfurt (Duitsland)
- Europese School Karlsruhe (Duitsland)
- Europese School Luxemburg 1 (Luxemburg)
- Europese School Luxemburg 2 (Luxemburg)
- Europese School Mol (Provincie Antwerpen)
- Europese School München, (Duitsland)
- Europese School Strassbourg, (Frankrijk)
- Europese School Varese, (Italië)

Samen zijn deze scholen goed voor meer dan 20.000 leerlingen. De scholen hebben zich verenigd in een overkoepelend samenwerkingsverband: Schola Europaea.